# Nissan Latio
Latio é um sedan compacto, produzido pela Nissan, vendido em diversos mercados pelo mundo. Nas Américas, é vendido com o nome Versa. Na Índia, é vendido com o nome Sunny.
Possui transmissão continuamente variável em alguns países, como Brasil e Japão.
Em 2021, o Nissan Versa (nome do Latio dado em outros países) teria o nome trocado.
Esta troca de nome de Nissan Versa para V-Drive aconteceria no novo sedã, mas a montadora de última hora, decidiu manter o nome antigo. Terá quatro versões, uma a menos do que atualmente, na forma do Versa 1.0 manual, Versa 1.6 manual, Versa 1.6 Special Edition CVT e Versa 1.6 Plus CVT.
Ele continuará com o motor 1.0 de três cilindros, de 77 cv a 6.200 rpm e 10 kgfm a 4.000 rpm. A única opção de transmissão é a manual de 5 marchas. As demais versões usam o 1.6 de quatro cilindros, que entrega 111 cv a 5.600 rpm e 15,1 kgfm a 4.000 rpm, podendo trabalhar tanto com a caixa manual de 5 posições quanto com a automática do tipo CVT.
O lançamento seria em junho, mas devido a COVID-19 foi adiado para novembro de 2020

## Galeria

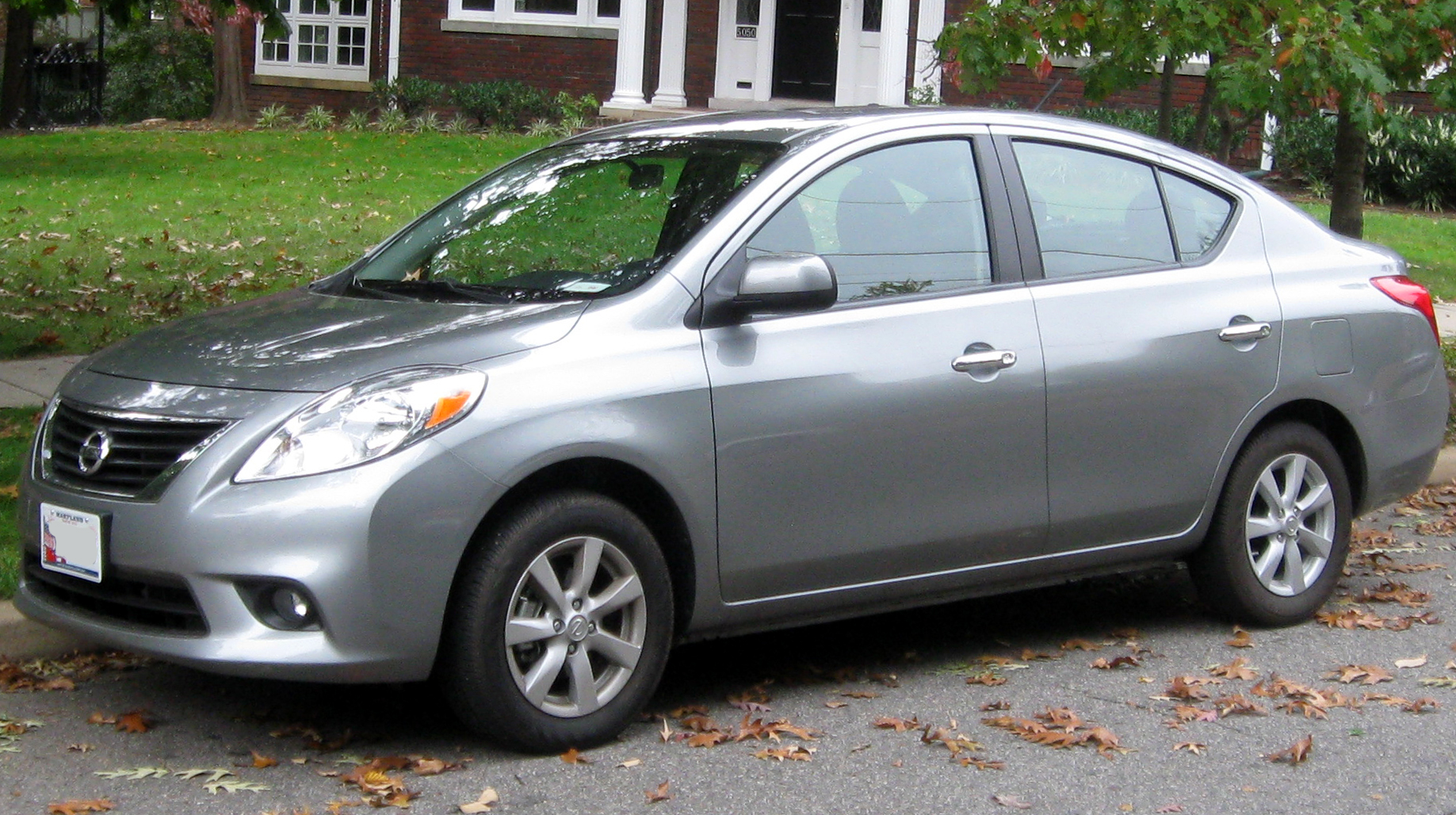
Nissan Versa (versão americana)
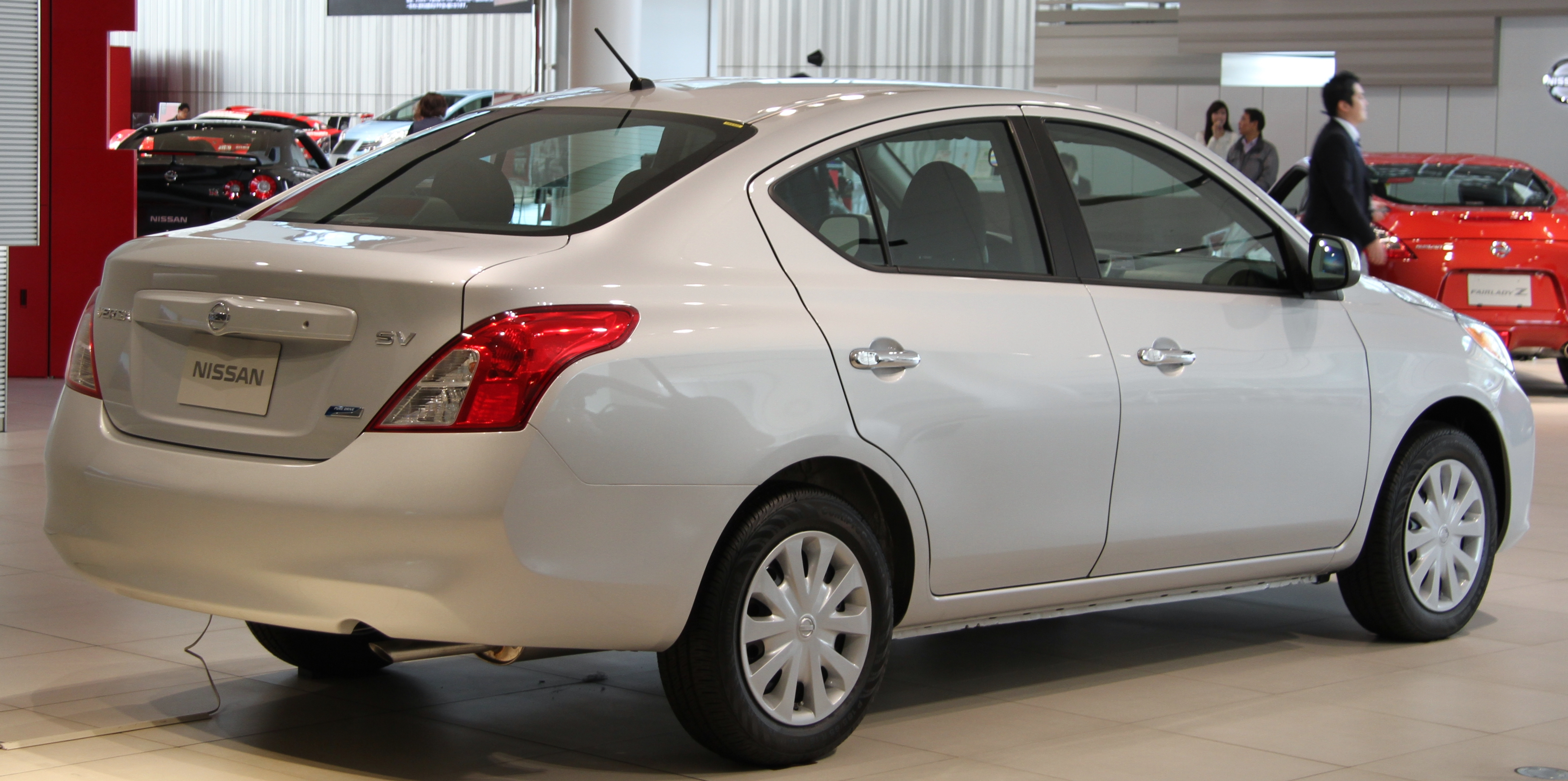
Nissan Latio/Versa (visão traseira)